# Pastinaca velutina
Pastinaca velutina är en flockblommig växtart som beskrevs av Johann Friedrich Wilhelm Koch och Dc. Pastinaca velutina ingår i släktet palsternackor, och familjen flockblommiga växter. Inga underarter finns listade i Catalogue of Life.